# Il fiore giallo e l'albero parlante

Il fiore giallo e l'albero parlante (La Fleur jaune et l'Arbre parlant) est une pièce de théâtre de Beniamino Joppolo, écrite en 1957.

## Personnages
Le secrétaire du photographe – Le messager – Un – Deux – La jeune femme – L'avocat Mario Maldestri – L'industriel Mario Ciacone – La propriétaire – Le maître photographe, Leonardo Luca Loiacono – Olga, secrétaire du photographe – Une automobile – La radio – Deux ouvriers – Le grand hôtelier Alberto Lapinta – La voix de la radio – La voix du messager – La voix de l'avocat Mario Maldestri – La voix de un – La voix de deux – La voix du chef – La voix de la jeune femme – La voix de la propriétaire – La voix de l'industriel Mario Ciacone – La voix du grand hôtelier Alberto Lapinta – La fleur d'or – L'arbrisseau d'argent – Le portrait de Jules César – Le portrait de Napoléon Bonaparte – Le portrait d'Adolph Hitler –  Le portrait de Benito Mussolini – Le portrait de Greta Garbo –  Le portrait du chevalier de l'industrie – Le portrait du politicien – Le portrait du né-d'une-seringue – L'homme à l'âne – L'âne – Les émigrants – Le blond – Le gérant de l'auberge – La gérante de l'auberge – La petite fille – L'homme à l'orgue de Barbarie – Le jeune brun – Première figure virile – Seconde figure virile (don Ciccillo) – Troisième figure virile (don Peppino) – Première figure hiératique – Seconde figure hiératique  –  Troisième figure hiératique – Quatrième figure hiératique – Cinquième figure hiératique – Un globe temporel oblong en argent –  Le speaker de la radio – Des appareils photos – Des projecteurs – Des formes  géométriques en barres métalliques

## Résumé
Commedia in quattro parti [Comédie en quatre parties]
Parte prima [Première partie]
Scena prima [Scène première] : Dans le studio du photographe. Les gens attendent en cercle. Le secrétaire répond systématiquement en haussant les épaules et en s'inclinant en signe d'excuses. Le messager parle, et Un et Deux terminent ses phrases. Tous les trois voudraient que le photographe fasse le portrait du Chef de l’État afin de faire croire que la révolution a été étranglée, comme la fois où ils avaient réussi à faire croire que le Chef de l’État avait pris le pouvoir. La jeune femme elle, voudrait lancer sa carrière. L'ensemble des clients luttent pour obtenir leurs photos. L'avocat a besoin de photos angéliques de son client, pourtant assassin de plus de cent personnes. L'industriel réclame de bonnes photos car la période de crise est intense et il doit dissimuler la faillite de son entreprise. La propriétaire de la maison close entre en scène et aide le secrétaire. C'est alors que le maître s'avance au bras d'Olga. Il est aveugle et paraît affaibli. Les clients potentiels et passés minimisent son état de santé et insistent. D'après lui, sa cécité lui aurait été infligée en raison d'une faute extrême à expier. Après une dernière tentative, les clients se résignent.
Scena seconda [Deuxième scène] : Sur une route de campagne, une automobile puissante est à l'arrêt. Le volume de la radio est élevé. On entent des chansons aux tonalités diverses mais qui ne gênent pas l'évolution des discussions. Deux ouvriers, silencieux, transportent du matériel de l'intérieur d'une habitation vers la voiture. La secrétaire et le secrétaire dirigent les opérations. La voix du maître, angoissée, parvient distinctement de l'intérieur. Le maître quitte à tout jamais son domicile. Le grand hôtelier était venu lui proposer une juteuse affaire publicitaire. Les appareils, projecteurs, machines, sont chargées sur le véhicule. L'hôtelier s'en va furibond. Le maître photographe et ses deux secrétaires prennent enfin place dans le véhicule. Des projections signifient le cheminement. La voix de la radio annonce alors les dernières nouvelles : la cécité du maître est évoquée dès l'ouverture du journal de ce 27 juillet 1999. La folie, la dépression, la nervosité du maître sont annoncées comme les raisons de son infirmité. La sincérité de son état est mise en doute. Les rires et moqueries des clients du début sont visibles et audibles en arrière-plan. La lumière et l'obscurité s'alternent, signifiant l'écoulement des journées. Le 28 juillet, on annonce que le chef de l'état a été abattu par les révolutionnaires. Le 29, que l'industriel a fait faillite. Le 30, que l'hôtelier est pris pour cible et qu'il a tout perdu, que l'avocat a été dénoncé pour l'utilisation de photographies mensongères. Le 31, les faillites dues à la propagande photographique caduque se multiplient. On aperçoit en arrière-plan un pré parsemé de bleuets dans lequel trônent une grande fleur jaune et un arbrisseau délicat aux feuilles transparentes. 
Scena terza [Scène troisième] : Le maître arrache le bandeau de son visage et avoue que sa cécité n'était pas réelle. Derrière l'arbrisseau et la fleur d'or ondulent au son du vent. Olga explique qu'elle a voulu tirer le maître du système des photographies du pouvoir et du succès. La maître annonce solennellement que, guidé par les astres, il souhaite se consacrer aux photos dignes du monde.  
Parte seconda [Deuxième partie]
Dans une maison de campagne. Des appareils photos neufs. Des projecteurs, des cercles, arcs, triangles, rectangles, en métal coloré et brillant, pendent du plafond, et sont en mouvement. Le maître met en action son désir de s'adonner à la photographie historique. Il cherche une logique dans ses critères de sélection, et semble vampirisé par les conseils d'Olga. La photographie historique, ou universelle, dans son rapport constant avec la naissance et la mort, dans sa concentration autour du calvaire qui se trouve entre ces deux extrêmes, est lancée. Le portrait de Jules César descend. Grâce à sa dernière phrase, adressée à son fils juste avant sa mort, ce dernier a droit à sa photographie historique. Olga accompagne l'action d'une litanie stellaire. Le portrait de Napoléon intervient (c'est toujours le secrétaire qui parle au nom des personnages représentés). En raison de la campagne de Russie, il gagne sa photographie. Adolf Hitler, le suivant, est refusé, pour son suicide, sa force et sa brutalité. Benito Mussolini est laissé en suspens. Greta Garbo est acceptée. Le maître et ses deux secrétaires assistent à un déluge de tableaux. Trois d'entre eux s'arrêtent : le chevalier de l'industrie, le politicien, le né-d'une seringue. Les deux premiers, qui ont été couronnés par les succès malgré l'abandon familial dont ils ont fait les frais, n'ont pas droit à la photographie. Le né-d'une-seringue, en revanche, y a droit. Il danse et chante frénétiquement. Les tableaux montent et descendent. La litanie des astres bat son plein. Puis l'obscurité revient subitement.
Parte terza [Troisième partie]
Scena prima [Première scène] : La voiture se trouve à nouveau sur la route. Le chargement est le même, excepté la radio et la télévision. Un homme avec un âne s'avance. La voiture s'arrête. On le prend en photo. L'arbre et la feuille jaune, dont les volontés sont interprétées par le double filtre de l'âne et de son maître, sont présents physiquement et mentalement lors de toutes les actions. L'homme à l'âne ne connaît aucune machine, mais ressent les temps infinis, les bruits cosmiques, les couleurs inexplorées, grâce à son compagnon de route. Puis le maître et les deux secrétaires s'arrêtent dans une auberge. Le blond est assis, seul, à une table. D'autres tables accueillent des émigrants pour l'Amérique, l'Australie, l'Afrique. Le blond commande du vin pour tout le monde, il semble organiser le départ de l'ensemble des convives. L'homme à l'orgue de barbarie commence alors à entonner la chanson du départ. Certains convives, dans l'espoir d'un succès outre-océan, reprennent la chanson tour à tour. Le maître les prend en photo. 
Scena seconda [Deuxième scène] : La voiture est à l'arrêt, devant les figures viriles, vêtues de noir. Ces dernières dansent. Seuls leurs visages sont visibles. Ils vivent en autarcie totale. Leur système social très productif provient de la violence exercée par les hommes sur les femmes. Ils demandent à la fleur et à l'arbre d'adouber leur choix sociétaux Scena terza [scène troisième]: La voiture reprend la route, puis s'arrête devant les cinq figures hiératiques. Un globe d'argent oscille au-dessus de leurs têtes. Ils dansent, et récitent des litanies. Ils représentent la circularité du temps, et le passage d'au-delà en au-delà, outre les différences d'époque et de sexe. Ils ont droit à leur photographie. Là encore, la fleur et l'arbre sont pris à partie pour confirmer les actions des figures hiératiques.
Quarta parte [Quatrième partie]
Dans une grande pièce nue et vide se trouvent deux tables au centre de l'espace, des monticules de négatifs, et des affiches. Olga et le maître s'embrassent. Une photo immense de la fleur d'or et de l'arbre aux feuilles transparentes. Tous les trois accrochent des photos, et des figures géométriques en métal. Les commentaires vont bon train, et les personnalités représentées semblent humanisées. C'est alors que la lumière baisse, et que le speaker de la radio apparaît. Il commente la scène qui se déroule très rapidement. La fleur et l'arbre ont été choisis par le peuple comme chefs et dirigeants publics. Les premières lois concernent l'interdiction de la télévision et de la radio, puis des téléphones, trains, automobiles, et machines en tout genre, car trop lentes face à la vitesse cosmique qui semble diriger l'ordre des choses. La fleur d'or et l'arbre s'agitent de plus en plus. La seconde loi oblige les hommes à battre leurs femmes, et ces dernières à les dénoncer. La troisième demande que chacun se serre la main dans la rue en s'appelant « Papa ». Olga, le maître et le second secrétaire sont prostrés, et ne comprennent pas les événements qui les dépassent. L'explosion a lieu, et les trois détruisent tout dans une apocalypse cosmique et photographique. Le joueur d'orgue de Barbarie, qui pianotait depuis le début de l'annonce radiophonique, redouble en revanche d'intensité et de vitesse dans l'exécution d'une furie de notes. Le retour au calme est confirmé par le renversement de l'arbre et de la fleur d'or. La radio annonce que leur gouvernement est terminé, et que les plantes du pouvoir ont séché. Le maître et le secrétaire jurent de consacrer dorénavant leur vie à leur amour anonyme et éternel uniquement, et de détruire tout le matériel photographique afin d'accomplir leur œuvre universelle. L'orgue de barbarie clôt la scène dans une dernière montée en puissance insensée et dégingandée.

## Mots clés
Photographie, géométrie, radio, télévision, image, apparence, gouvernement, nature, musique, ambition, histoire, machines, humain, violence. 